# لاتتيود للتطوع العالمي
لاتتيود للتطوع العالمي هي مؤسسة خيرية دولية تأسست في ريدنج، بيركشاير، في عام 1982 لتزويد الأشخاص الذين تتراوح أعمارهم بين 17 و 25 عامًا بالدعم للسفر خارج مجتمعهم، وفي معظم الحالات إلى بلدان أخرى، حيث يقضون عدة أشهر في تقديم مساعدات في الرعاية أو مشاريع التعليم. في عام 2012، قامت  بتنسيق الأنشطة لمتطوعيها البالغ عددهم 40000.
في عام 2012، قامت لاتتيود بتنسيق الأنشطة لمتطوعيها البالغ عددهم 40000. يُنسب إلى المجموعة أيضًا المساعدة في صياغة مصطلح «سنة الفجوة» من اسمها الأصلي.
تاريخها
تأسست المنظمة غير الهادفة للربح، في عام 1972 بهدف خلق عمل تطوعي آمن ومفيد لخريجي المدارس قبل الانتقال إلى الجامعة.
تم الاعتراف بالمجموعة رسميًا كمؤسسة خيرية في عام 1976 حيث استمرت في زيادة عدد فرص التطوع في جميع أنحاء العالم.
في عام 2000، شاركت المنظمة في تأسيس مجموعة مرت سنة لتعزيز فوائد برامج السنة الخارجية المنظمة جيدًا.
وشهد عام 2001 افتتاح ثلاث مكاتب جديدة في أستراليا ونيوزيلندا وكندا.
وفي عام 1995، وضعت المنظمة 1500 متطوع في السنة.  وبحلول عام 2005 زاد العدد إلى 2000.
-التطوع
يمكن للمتطوعين الاختيار من بين عدد من المواضع التعليمية أو الاجتماعية أو البيئية في جميع أنحاء العالم.
يُطلب من المتطوعين دفع رسوم لتغطية نفقات المؤسسة الخيرية وكذلك ترتيب ودفع تكاليف النقل الخاصة بهم. لتقليل احتمالية أن تكون التكلفة عائقًا أمام الدخول، تتوفر مجموعة من المنح الدراسية التي تقدم الدعم المالي جنبًا إلى جنب مع نصائح جمع التبرعات والمنح.
بمجرد وصول المتطوعين إلى مكانهم، يتم توفير طعامهم وإقامتهم. في معظم الحالات، يتم إرجاع جزء من الرسوم إلى المتطوع خلال فترة الإقامة كبدل. يستمر البرنامج ما بين 3 و 12 شهرًا.